# Eutelia caesia
Eutelia caesia är en fjärilsart som beskrevs av Walter Karl Johann Roepke 1938. Eutelia caesia ingår i släktet Eutelia och familjen nattflyn. Inga underarter finns listade i Catalogue of Life.